# J.W.S. Johnsson
John William Schibbye Johnsson (født 22. august 1868 i København, død 4. februar 1929 på Frederiksberg) var en dansk læge.
Johnsson blev cand. med. 1893, gennemgik den sædvanlige uddannelse, var reservelæge ved Sankt Josephs Hospital og praktiserer i København fra 1900. Johnsson var fra sin ungdom kunsthistorisk interesseret og arvede sin interesse for kulturhistorie fra sin bedstefader, en svensk bondespillemand, der selv havde optegnet folkeminder. Talrige rejser gav ham et indtryk af lægekunstens sammenhæng med den almindelige kulturhistorie. Jonsson øvede en betydelig virksomhed som bestyrelsesmedlem og medstifter af flere medicinalhistoriske og folkloristiske foreninger hjemme og i udlandet. Han stiftede (med C.J. Salomonsen og Kristian Carøe) det medicinalhistoriske museum i København (skænket til universitetet 1918) og var en årrække medlem af Dansk Folkemuseums bestyrelse. 1913 indvalgtes han i en international kommission, der skulle forberede en sammensmeltning af de medicinalhistoriske foreninger i de forskellige lande, ligesom han sidder i Redaktionen af flere medicinalhistoriske tidsskrifter; han var medudgiver af Den danske Lægestand, 7. og 8. udgave. Desuden har han skrevet en del afhandlinger, dels af medicinsk-kulturhistorisk indhold, dels tekstudgaver af middelalderlige forfattere (Johannes Paulinus, Nicolaus de Bohemia). Endvidere udgav han Henricus Dacus: De simplicibus medicinis laxativis (1917), den første latinske tekst af Henrik Harpestreng, og en brevveksling mellem Thomas Bartholin og Ole Worm. Materialet til en del af disse arbejder fik han under udarbejdelsen af en håndskreven registratur over det kongelige Biblioteks medicinske håndskrifter. Større arbejder er også Den galliske Syge i Danmark før 1550; Johan Clemens Tode (1918) og (sammen med Walter G. Brieger) en udgave af Otto Sperlings dagbøger (1920). Johnsson udgav 1928 L'anatomie mandchoue et les figures de Th. Bartholin, étude d'iconographie comparée i Videnskabernes Selskabs skrifter. Han deltog meget i arbejdet for Wienerbørnenes vel. En udførlig bibliografi over hans arbejder er trykt i "Danske Studier" 1929 (siderne 77-85).
Han blev Ridder af Dannebrog i 1920. Han er begravet på Vestre Kirkegård.